# Via Alpina

Il logo del progetto

La Via Alpina è un progetto internazionale, volto a creare una serie di itinerari escursionistici di lunga percorrenza che percorrono l'intero arco delle Alpi, attraversando otto paesi d'Europa.
Ideato dall'associazione francese Grande Traversée des Alpes, ha avuto il suo varo ufficiale nel 1999 e ad oggi, sono stati tracciati 5 itinerari, distinti per colore e identificati da un apposito segnale riportante il logo di Via Alpina ed il colore dell'itinerario, per un totale di circa 350 tappe ed oltre 5000 km di sentieri, sovrapponendosi in alcuni tratti a quello di altri sentieri esistenti, quali la Grande Traversata delle Alpi italiana.

## Storia

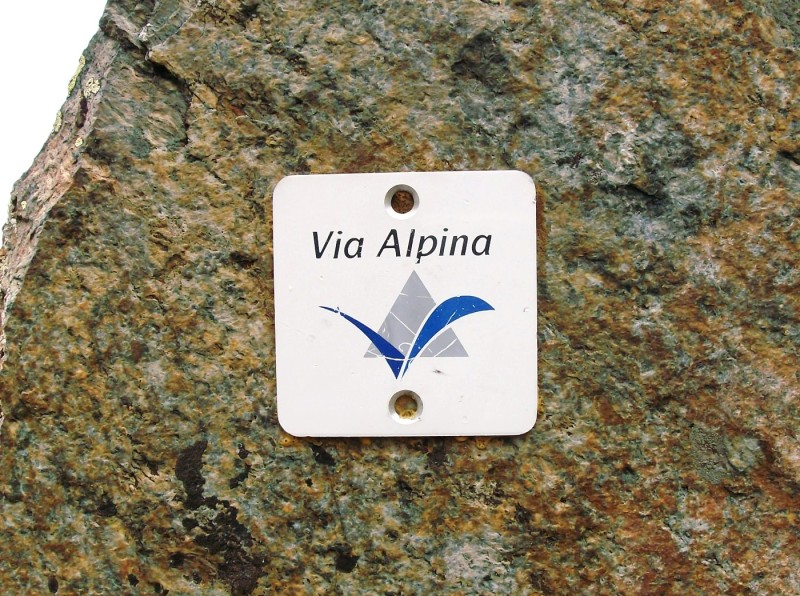
Segnavia della Via Alpina (percorso blu)

La nascita della Via Alpina affonda le sue radici nella firma, nel 1991, della Convenzione delle Alpi, un trattato con cui l'Unione europea e gli otto Paesi alpini (Austria, Francia, Germania, Italia, Liechtenstein, Principato di Monaco, Slovenia, Svizzera) ufficializzavano l'intenzione comune di garantire uno sviluppo sostenibile dell'ambiente alpino in un'ottica transnazionale ed interregionale.
In quest'ambito, nel 1999 l'associazione francese Grande Traversée des Alpes propone la creazione di un tracciato escursionistico che attraversi tutti i paesi; il progetto riscuote l'approvazione di tutti i firmatari della Convenzione. Nel 2000 si formano gli organi di gestione del progetto, in particolare il Comitato Internazionale di Pilotaggio (CIP), e viene scelto il nome del progetto, appunto Via Alpina.
La prima fase di attività si svolge tra il 2001 ed il 2004, imperniata sul principio della valutazione delle risorse esistenti. Il tracciato viene definito su sentieri già presenti, sui quali vengono apposti i segnali della Via Alpina; vengono anche avviate le convenzioni con i posti tappa, strutture ricettive analoghe ai gîte d'étape della Grande Traversée des Alpes (che già avevano ispirato i posti tappa GTA in Piemonte), presso i quali vengono apposti appositi cartelli informativi. Nel contempo, si predispone anche la parte di documentazione: opuscoli, cartografia a diverse scale, sito internet. Completata questa fase, ne ha inizio una seconda, dal 2005, più centrata sulla valorizzazione dell'iniziativa a livello locale: scopo di questa fase è quello di aiutare gli enti locali ad utilizzare la Via Alpina per migliorare l'offerta turistica.

## Organizzazione
Il progetto Via Alpina è retto da un Comitato Internazionale di Pilotaggio (CIP), costituito da rappresentanti delle amministrazioni nazionali e regionali, delle associazioni di escursionismo e degli enti di promozione turistica degli otto Paesi partecipanti all'iniziativa. Il CIP si appoggia, per lo sviluppo del progetto in ogni Paese, ad otto segretariati nazionali.
L'Italia è rappresentata nel CIP dai seguenti componenti:
- Enti pubblici: rappresentanti di tutte le Regioni e Province coinvolte nel progetto
- Associazioni escursionistiche: Club Alpino Italiano (CAI) e Alpenverein Südtirol (AVS)
- Organismi di promozione turistica: rappresentanti degli Assessorati Turismo delle Regioni Piemonte, Lombardia e Friuli-Venezia Giulia

Il ruolo di segretariato Nazionale in Italia è svolto dalla Regione Piemonte. In Svizzera dalla federazione Sentieri Svizzeri.
I lavori sono coordinati da un segretariato internazionale, gestito fino all'inizio 2014 dall'associazione Grande Traversée des Alpes stessa e poi trasferito alla Commissione internazionale per la protezione delle Alpi, CIPRA.

## Itinerari

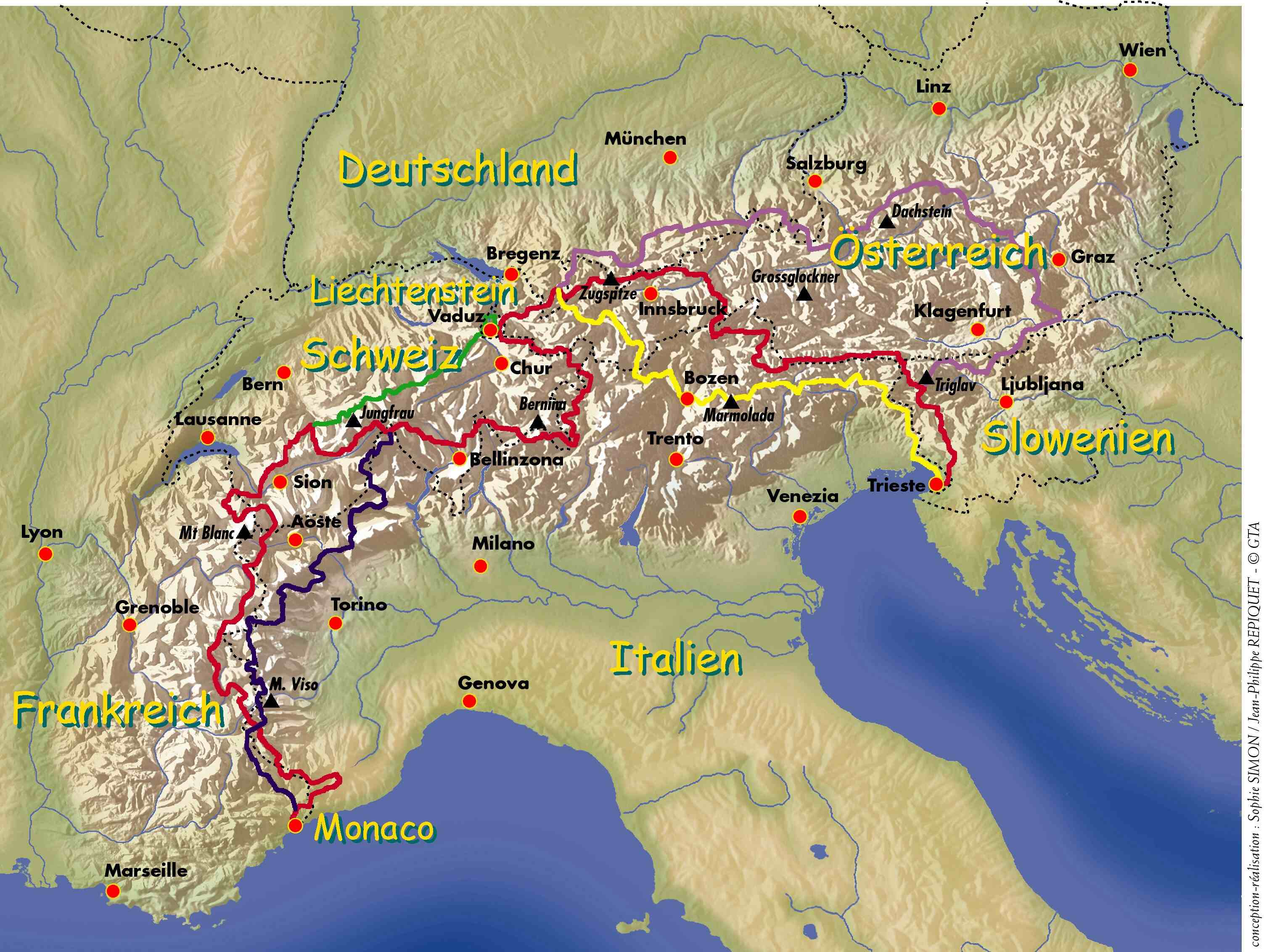
Mappa dei cinque itinerari

La Via Alpina comprende 5 itinerari:
- itinerario rosso: dalle Alpi Giulie alle Alpi liguri, attraversando 8 Paesi per un totale di 161 tappe
- itinerario blu: dalle Alpi Pennine alle Alpi marittime, attraverso Svizzera, Francia ed Italia; 61 tappe
- itinerario verde: dal Rätikon in Liechtenstein alle Alpi bernesi in Svizzera; 13 tappe
- itinerario giallo: dalle Alpi Giulie in Italia all'Algovia in Germania, passando attraverso le Dolomiti ed il Tirolo italiano ed austriaco; 40 tappe
- itinerario viola: dalle Alpi Giulie in Slovenia all'Algovia in Germania, attraverso l'Austria; 66 tappe

Tutti gli itinerari sono studiati per avere difficoltà di tipo strettamente escursionistico, in maniera da essere accessibili al maggior numero di persone. Il punto più alto dell'intera Via Alpina è il Giogo Basso, tra Alto Adige e Austria, a 3017 m di quota.

### Itinerario rosso

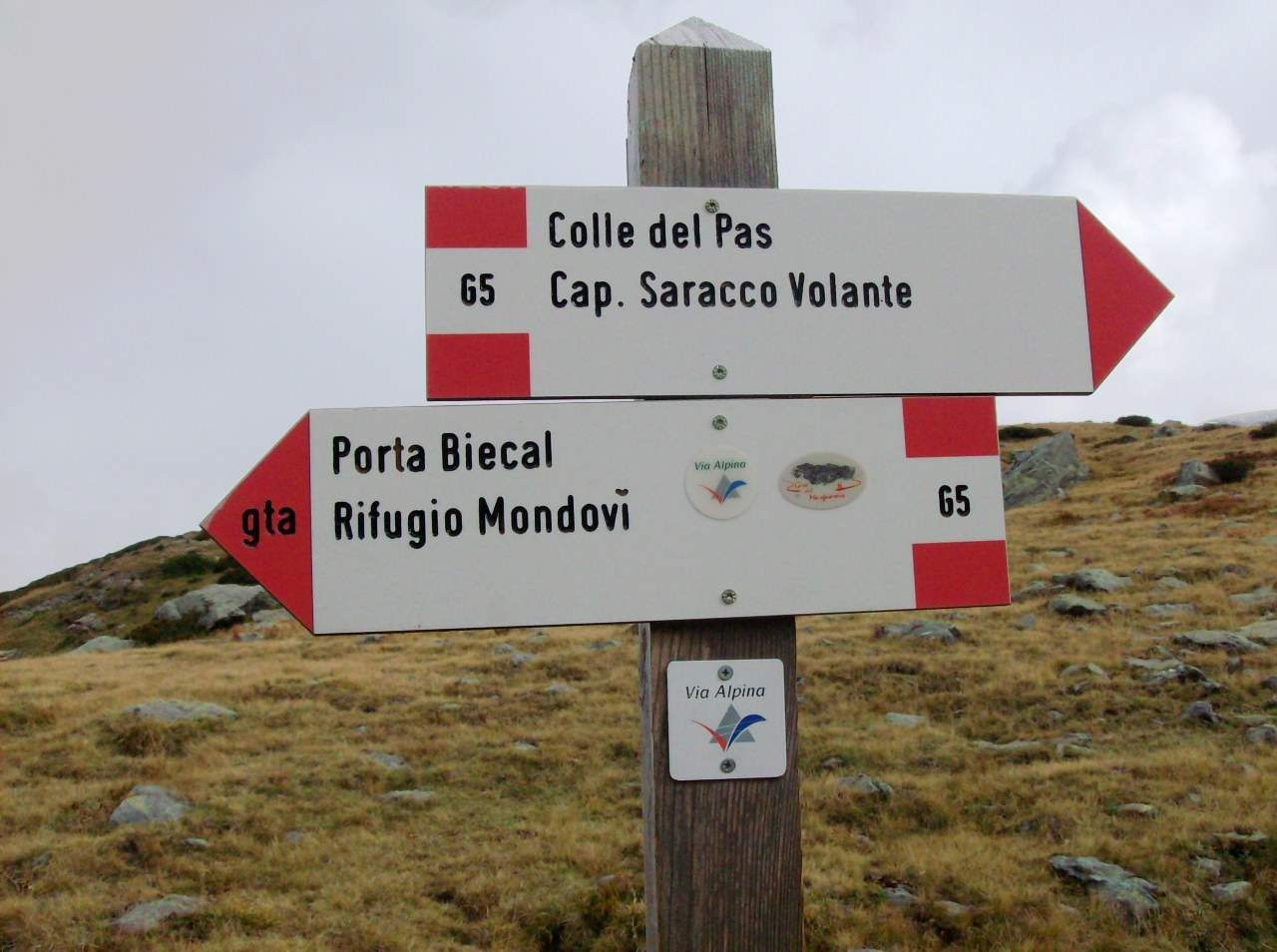
Tratto di sentiero dove si incontrano la Grande Traversata delle Alpi, il percorso "rosso" della Via Alpina ed il Giro del Marguareis

Attraversa tutte le Alpi da est a ovest, con partenza da Muggia (TS) ed arrivo al Principato di Monaco.
Il percorso tocca tutti gli otto Paesi costituenti, attraversando la frontiera 44 volte, tenendosi principalmente sul versante "continentale" dello spartiacque.
Partito da Muggia, il percorso risale parallelo al confine sul versante sloveno, per poi entrare in Austria e raggiungere l'Alto Adige, che attraversa nel suo settore NE; rientrato in Austria, il percorso si sviluppa verso Ovest entrando in Germania e raggiungendo il Liechtenstein; da qui, volge a SE fino ad arrivare di nuovo in Italia nella zona del Parco nazionale dello Stelvio. Il tracciato prosegue in direzione SO verso Tirano, poi piega di nuovo ad Ovest, proseguendo in prossimità del confine tra Svizzera ed Italia, che valica più volte. Girando intorno al Monte Bianco dal lato occidentale, il percorso si ridirige verso SO, attraversando la Valle d'Aosta ed entrando nel Parco nazionale della Vanoise (Francia); all'altezza di Briançon piega a SE, rientrando in Italia. Da qui segue il confine tra Italia e Francia, passando in prossimità dell'Argentera e del Marguareis, per poi percorrere la Valle Roja fino ad arrivare a Monaco.
Di seguito viene riportato l'elenco delle 161 tappe:
- R1: Da Muggia (Trieste) a Rifugio Premuda.
- R2: Da Rifugio Premuda a Mattauno (Matavun).
- R3: Da Mattauno a Resderta (Razdrto).
- R4: Da Resderta a Castel Lueghi (Predjama).
- R5: Da Castel Lueghi a Montenero d'Idria (Črni vrh).
- R6: Da Montenero d'Idria a Idria.
- R7: Da Idria a Planinska koča na Ermanovcu.
- R8: Da Planinska koča na Ermanovcu a Porezen.
- R9: Da Porezen a Črna prst.
- R10: Da Črna prst a Dom na Komni.
- R11: Da Dom na Komni a Koča pri Triglavskih jezerih.
- R12: Da Koča pri Triglavskih jezerih a Tržaška koča na Doliču.
- R13: Da Tržaška koča na Doliču a Trenta.
- R14: Da Trenta a Dom v Tamarju.
- R15: Da Dom v Tamarju a Thörl-Maglern.
- R16: Da Thörl-Maglern a Feistritzer Alm.
- R17: Da Feistritzer Alm a Egger Alm.
- R18: Da Egger Alm a Naßfeld.
- R19: Da Naßfeld a Zollnersee Hütte ehm. Dr. Steinwender Hütte.
- R20: Da Zollnersee Hütte ehm. Dr. Steinwender Hütte a Untere Valentinalm.
- R21: Da Untere Valentinalm a Wolayersee Hütte.
- R22: Da Wolayersee Hütte a Hochweißsteinhaus.
- R23: Da Hochweißsteinhaus a Neue Porze Hütte.
- R24: Da Neue Porze Hütte a Obstansersee Hütte.
- R25: Da Obstansersee Hütte a Sillianer Hütte.
- R26: Da Sillianer Hütte a Rifugio Antonio Locatelli.
- R27: Da Rifugio Antonio Locatelli a Rifugio Vallandro.
- R28: Da Rifugio Vallandro a Rifugio Biella.
- R29: Da Rifugio Biella a San Martino in Valle di Casies.
- R30: Da San Martino in Casies a Anterselva.
- R31: Da Anterselva a Rieserfernerhütte.
- R32: Da Rieserfernerhütte a Acereto.
- R33: Da Acereto a Rifugio Porro (Chemnitzer Hütte).
- R34: Da Rifugio Porro a Dun.
- R35: Da Dun a Passo di Vizze.
- R36: Da Passo di Vizze a Ginzling.
- R37: Da Ginzling a Finkenberg.
- R38: Da Finkenberg a Rastkogelhütte.
- R39: Da Rastkogelhütte a Loassattel.
- R40: Da Loassattel a Schwaz.
- R41: Da Schwaz a Lamsenjochhütte.
- R42: Da Lamsenjochhütte a Falkenhütte.
- R43: Da Falkenhütte a Scharnitz.
- R44: Da Scharnitz a Meilerhütte.
- R45: Da Meilerhütte a Reintalanger Hütte.
- R46: Da Reintalanger Hütte a Coburger Hütte.
- R47: Da Coburger Hütte a Wolfratshauser Hütte.
- R48: Da Wolfratshauser Hütte a Weißenbach am Lech.
- R49: Da Weißenbach am Lech a Prinz-Luitpold-Haus.
- R50: Da Prinz-Luitpold-Haus a Oberstdorf.
- R51: Da Oberstdorf a Mindelheimerhütte.
- R52: Da Mindelheimerhütte a Schröcken.
- R53: Da Schröcken a Buchboden.
- R54: Da Buchboden a St. Gerold.
- R55: Da St. Gerold a Feldkirch.
- R56: Da Feldkirch a Gafadurahütte.
- R57: Da Gafadurahütte a Sücka.
- R58: Da Sücka a Pfälzerhütte.
- R59: Da Pfälzerhütte a Schesaplana Hütte.
- R60: Da Schesaplana Hütte a Carschinahütte.
- R61: Da Carschinahütte a St. Antönien.
- R62: Da St. Antönien a Gargellen.
- R63: Da Gargellen a Tübinger Hütte.
- R64: Da Tübinger Hütte a Madlener Haus.
- R65: Da Madlener Haus a Jamtalhütte.
- R66: Da Jamtalhütte a Scuol.
- R67: Da Scuol a S-charl.
- R68: Da S-charl a Tubre.
- R69: Da Tubre a Stelvio.
- R70: Da Stelvio a Passo Stelvio.
- R71: Da Passo Stelvio a Arnoga.
- R72: Da Arnoga a Eita.
- R73: Da Eita a Malghera.
- R74: Da Malghera a Rifugio Schiazzera.
- R75: Da Rifugio Schiazzera a Tirano.
- R76: Da Tirano a Poschiavo.
- R77: Da Poschiavo a Rifugio Zoia (Campo Moro).
- R78: Da Rifugio Zoia (Campo Moro) a Chiareggio.
- R79: Da Chiareggio a Maloja.
- R80: Da Maloja a Juf.
- R81: Da Juf a Innerferrera.
- R82: Da Innerferrera a Isola.
- R83: Da Isola a Pian San Giacomo.
- R84: Da Pian San Giacomo a Selma.
- R85: Da Selma a Capanna Alpe Cava.
- R86: Da Capanna Alpe Cava a Biasca.
- R87: Da Biasca a Capanna d'Efra.
- R88: Da Capanna d'Efra a Sonogno.
- R89: Da Sonogno a Prato Sornico.
- R90: Da Prato Sornico a Fontana (Val Bovana).
- R91: Da Fontana (Val Bovana) a Robiei.
- R92: Da Robiei a Riale (Formazza).
- R93: Da Riale (Formazza) a Ulrichen.
- R94: Da Ulrichen a Fieschertal.
- R95: Da Fieschertal a Riederalp.
- R96: Da Riederalp a Mund.
- R97: Da Mund a Gampel.
- R98: Da Gampel a Leukerbad.
- R99: Da Leukerbad a Schwarenbach.
- R100: Da Schwarenbach a Adelboden.
- R101: Da Adelboden a Lenk.
- R102: Da Lenk a Lauenen.
- R103: Da Lauenen a Gsteig.
- R104: Da Gsteig a Godey.
- R105: Da Godey a Anzeindaz.
- R106: Da Anzeindaz a Col du Demècre.
- R107: Da Col du Demècre a Vernayaz.
- R108: Da Vernayaz a Cabane de Susanfe.
- R109: Da Cabane de Susanfe a Refuge Tornay-Bostan.
- R110: Da Refuge Tornay-Bostan a Salvagny.
- R111: Da Salvagny a Refuge de Moëde-Anterne.
- R112: Da Refuge de Moëde-Anterne a La Flégère.
- R113: Da La Flégère a Trient.
- R114: Da Trient a Champex.
- R115: Da Champex a Bourg-Saint-Pierre.
- R116: Da Bourg-Saint-Pierre a Col du Grand-Saint-Bernard.
- R117: Da Col du Grand-Saint-Bernard a Cérellaz.
- R118: Da Cérellaz a Valgrisenche.
- R119: Da Valgrisenche a Refuge de l'Archeboc.
- R120: Da Refuge de l'Archeboc a Le Monal.
- R121: Da Le Monal a Le Lac de Tignes.
- R122: Da Le Lac de Tignes a Refuge de La Leisse.
- R123: Da Refuge de La Leisse a Termignon-la-Vanoise.
- R124: Da Termignon-la-Vanoise a Modane.
- R125: Da Modane a Granges de la Vallée Etroite.
- R126: Da Granges de la Vallée Etroite a Névache.
- R127: Da Névache a Le Monêtier-les-Bains.
- R128: Da Le Monêtier-les-Bains a Vallouise.
- R129: Da Vallouise a Freissinières.
- R130: Da Freissinières a Mont-Dauphin (Guillestre).
- R131: Da Mont-Dauphin (Guillestre) a Refuge de Furfande.
- R132: Da Refuge de Furfande a Ceillac.
- R133: Da Ceillac a Maljasset.
- R134: Da Maljasset a Chiappera.
- R135: Da Chiappera a Chialvetta.
- R136: Da Chialvetta a Pontebernardo.
- R137: Da Pontebernardo a Rifugio Zanotti.
- R138: Da Rifugio Zanotti a Strepeis.
- R139: Da Strepeis a Sant'Anna di Vinadio.
- R140: Da Sant'Anna di Vinadio a Rifugio Malinvern.
- R141: Da Rifugio Malinvern a Rifugio Questa.
- R142: Da Rifugio Questa a Rifugio Morelli-Buzzi.
- R143: Da Rifugio Morelli-Buzzi a Rifugio Ellena-Soria.
- R144: Da Rifugio Ellena-Soria a Refuge de la Madone de Fenestre.
- R145: Da Refuge de la Madone de Fenestre a Refuge de Nice.
- R146: Da Refuge de Nice a Refuge de Valmasque.
- R147: Da Refuge de Valmasque a Castérino.
- R148: Da Castérino a Limonetto.
- R149: Da Limonetto a Rifugio Garelli.
- R150: Da Rifugio Garelli a Rifugio Mongioie.
- R151: Da Rifugio Mongioie a Ormea.
- R152: Da Ormea a Garessio.
- R153: Da Garessio a Caprauna.
- R154: Da Caprauna al Colle di Nava.
- R155: Dal Colle di Nava a San Bernardo di Mendatica.
- R156: Da San Bernardo di Mendatica al Rifugio Allavena.
- R157: Dal Rifugio Allaven a Saorge.
- R158: Da Saorge a Breil-sur-Roya.
- R159: Da Breil-sur-Roya a Sospel.
- R160: Da Sospel a Peillon.
- R161: Da Peillon a Monaco - Place du Palais.

### Itinerario blu
Quasi interamente compreso in Italia, questo itinerario riprende ed espande il percorso della Grande Traversata delle Alpi (GTA), partendo da Riale, in Val Formazza, ed arrivando a Sospel in Valle Roja, dove si ricongiunge all'itinerario rosso. Nei dintorni di Domodossola si aggancia al percorso della GTA, che segue abbastanza fedelmente, passando ai piedi del Gran Paradiso e del Monviso, fino all'alta Valle Maira; qui si porta sul versante francese, ed attraversando il Parco nazionale del Mercantour scende a Sospel, termine del percorso.
Di seguito vengono riportate le 61 tappe del percorso:
- D1: Da Riale (Formazza) a Alpe Vannino.
- D2: Da Alpe Vannino a Alpe Devero.
- D3: Da Alpe Devero a Binn.
- D4: Da Binn a Rosswald.
- D5: Da Rosswald a Passo del Sempione.
- D6: Da Passo del Sempione a Zwischbergen.
- D7: Da Zwischbergen a Alpe il Laghetto.
- D8: Da Alpe il Laghetto a Rifugio Andolla.
- D9: Da Rifugio Andolla a Antronapiana.
- D10: Da Antronapiana a Madonna della Gurva (Molini di Calasca).
- D11: Da Madonna della Gurva (Molini di Calasca) a Campello Monti.
- D12: Da Campello Monti a Santa Maria di Fobello.
- D13: Da Santa Maria di Fobello a Carcoforo.
- D14: Da Carcoforo a Rifugio Ferioli.
- D15: Da Rifugio Ferioli a S. Antonio di Valvogna.
- D16: Da S. Antonio di Valvogna a Gressoney-Saint-Jean.
- D17: Da Gressoney-Saint-Jean a Piedicavallo.
- D18: Da Piedicavallo a Issime.
- D19: Da Issime a Challand-Saint-Victor.
- D20: Da Challand-Saint-Victor a Covarey.
- D21: Da Covarey a Rifugio Dondena.
- D22: Da Rifugio Dondena a Rifugio Sogno di Berdzé al Péradzà.
- D23: Da Alpe Péradza a Piamprato.
- D24: Da Piamprato a Tallorno.
- D25: Da Tallorno a Ronco Canavese.
- D26: Da Ronco Canavese a Talosio.
- D27: Da Talosio a San Lorenzo.
- D28: Da San Lorenzo a Ceresole Reale.
- D29: Da Ceresole Reale a Pialpetta.
- D30: Da Pialpetta a Balme.
- D31: Da Balme a Usseglio.
- D32: Da Usseglio a Rifugio Riposa.
- D33: Da Rifugio Riposa a Rifugio Stellina.
- D34: Da Rifugio Stellina a Refuge du Petit Mont-Cenis.
- D35: Da Refuge du Petit Mont Cenis a Rifugio Vaccarone.
- D36: Da Rifugio Vaccarone a Rifugio Levi Molinari.
- D37: Da Rifugio Levi-Molinari a Rifugio Daniele Arlaud.
- D38: Da Rifugio Daniele Arlaud a Usseaux.
- D39: Da Usseaux a Balsiglia.
- D40: Da Balsiglia a Ghigo di Prali.
- D41: Da Ghigo di Prali a Rifugio Lago Verde.
- D42: Da Rifugio Lago Verde a Le Roux (comune di Abriès).
- D43: Da Le Roux a Rifugio Willy Jervis.
- D44: Da Rifugio Willy Jervis a Rifugio Barbara Lowrie.
- D45: Da Rifugio Barbara Lowrie a Pian del Re.
- D46: Da Pian del Re a Refuge du Viso.
- D47: Da Refuge du Viso a Rifugio Savigliano.
- D48: Da Rifugio Savigliano a Chiesa di Bellino.
- D49: Da Chiesa di Bellino a Serre di Val d'Elva.
- D50: Da Serre di Val d'Elva a Ussolo.
- D51: Da Ussolo a Chiappera.
- D52: Da Chiappera a Larche.
- D53: Da Larche a Bousiéyas.
- D54: Da Bousiéyas a St-Etienne-de-Tinée.
- D55: Da St-Etienne-de-Tinée a Roya.
- D56: Da Roya a Refuge de Longon.
- D57: Da Refuge de Longon a St Sauveur-sur-Tinée.
- D58: Da St Sauveur-sur-Tinée a St-Martin-Vésubie.
- D59: Da St-Martin-Vésubie a Belvédère.
- D60: Da Belvédère a Col de Turini.
- D61: Da Col de Turini a Sospel.

### Itinerario verde
È il più breve degli itinerari, sviluppandosi su sole 13 tappe da Vaduz in Liechtenstein ad Adelboden in Svizzera. Attraversa la valle del Reno, ed in Svizzera segue la Via dei Passi Alpini, transitando ai piedi dell'Eiger, del Mönch e della Jungfrau. Può costituire una scorciatoia per l'itinerario rosso.
Di seguito vengono riportate le 13 tappe del percorso:
- C1: Da Sücka a Vaduz.
- C2: Da Vaduz a Sargans.
- C3: Da Sargans a Elm.
- C4: Da Elm a Linthal.
- C5: Da Linthal a Urnerboden.
- C6: Da Urnerboden ad Altdorf.
- C7: Da Altdorf a Engelberg.
- C8: Da Engelberg a Meiringen.
- C9: Da Meiringen a Grindelwald.
- C10: Da Grindelwald a Lauterbrunnen.
- C11: Da Lauterbrunnen a Griesalp.
- C12: Da Griesalp a Kandersteg.
- C13: Da Kandersteg a Adelboden.

### Itinerario giallo
Parte da Muggia (TS) ed arriva ad Oberstdorf (Baviera), attraversando le Dolomiti. Presenta un forte interesse storico, attraversando molte delle zone teatro di battaglia durante la prima guerra mondiale. Da Trieste, il tracciato risale verso Tolmezzo passando prossimo alla frontiera italo-slovena; da qui, volge a Ovest, attraversa il Cadore e le Dolomiti Bellunesi, si porta sul tracciato del Viel del Pan sulla Marmolada, e giunge a Bolzano, dove si dirige a nord. Si passa in Austria per il Niederjoch, il punto più alto di tutta la Via Alpina, (3017 m). Il tracciato segue la valle dell'Inn, quindi entra nell'Algovia per terminare a Obersdorf, nelle Alpi Bavaresi, dove incontra gli itinerari rosso e viola.
Di seguito vengono riportate le 40 tappe del percorso:
- B1: Da Muggia a Rifugio Premuda.
- B2: Da Rifugio Premuda a Sella di Opicina.
- B3: Da Sella di Opicina a Sistiana.
- B4: Da Sistiana a Gorizia.
- B5: Da Gorizia a Castelmonte.
- B6: Da Castelmonte a Rifugio Solarie.
- B7: Da Rifugio Solarie a Rifugio Pelizzo.
- B8: Da Rifugio Pelizzo a Montemaggiore.
- B9: Da Montemaggiore a Passo di Tanamea.
- B10: Da Passo di Tanamea a Resiutta.
- B11: Da Resiutta a Rifugio Grauzaria.
- B12: Da Rifugio Grauzaria a Tolmezzo.
- B13: Da Tolmezzo a Ovaro.
- B14: Da Ovaro a Sauris di Sotto.
- B15: Da Sauris di Sotto a Forni di Sopra.
- B16: Da Forni di Sopra a Rifugio Pordenone.
- B17: Da Rifugio Pordenone a Rifugio Padova.
- B18: Da Rifugio Padova a Rifugio P. Galassi.
- B19: Da Rifugio P. Galassi a Rifugio Città di Fiume.
- B20: Da Rif. Città di Fiume a Pieve di Livinallongo.
- B21: Da Pieve di Livinallongo a Passo Pordoi.
- B22: Da Passo Pordoi a Rifugio Contrin.
- B23: Da Rifugio Contrin a Fontanazzo.
- B24: Da Fontanazzo a Rifugio Antermoia.
- B25: Da Rifugio Antermoia a Schlernhaus.
- B26: Da Schlernhaus a Bolzano.
- B27: Da Bolzano a Meraner Hütte.
- B28: Da Meraner Hütte a Hochganghaus.
- B29: Da Hochganghaus a Jausenstation Patleid.
- B30: Da Jausenstation Patleid a Karthaus.
- B31: Da Karthaus a Similaunhütte.
- B32: Da Similaunhütte a Vent.
- B33: Da Vent a Zwieselstein.
- B34: Da Zwieselstein a Braunschweiger Hütte.
- B35: Da Braunschweiger Hütte a Wenns.
- B36: Da Wenns a Zams am Inn.
- B37: Da Zams am Inn a Memminger Hütte.
- B38: Da Memminger Hütte a Holzgau.
- B39: Da Holzgau a Kemptner Hütte.
- B40: Da Kemptner Hütte a Oberstdorf.

### Itinerario viola
Parte dal massiccio del monte Tricorno, in prossimità di Kranjska Gora (Slovenia), ed arriva ad Oberstdorf (Baviera). Si sviluppa principalmente nelle Alpi calcaree orientali, tra Slovenia ed Austria; passa vicino a Salisburgo, poi entra in Germania, percorrendo l'antico tracciato del Maximiliansweg. È interessante dal punto di vista turistico perché passa in prossimità di molti siti d'interesse, quali il Parco nazionale di Berchtesgaden.
Di seguito vengono riportate le 66 tappe del percorso:
- A1: Da Tržaška koča na Doliču a Aljažev dom v Vratih.
- A2: Da Aljažev dom v Vratih a Dovje.
- A3: Da Dovje a Koča na Golici.
- A4: Da Koča na Golici a Prešernova koča na Stolu.
- A5: Da Prešernova koča na Stolu a Roblekov Dom.
- A6: Da Roblekov Dom a Koča na Dobrči.
- A7: Da Koča na Dobrči a Tržič.
- A8: Da Tržič a Dom pod Storžičem.
- A9: Da Dom pod Storžičem a Zgornje Jezersko.
- A10: Da Zgornje Jezersko a Eisenkappler Hütte.
- A11: Da Eisenkappler Hütte a Riepl.
- A12: Da Riepl a Bleiburg.
- A13: Da Bleiburg a Lavamünd.
- A14: Da Lavamünd a Soboth.
- A15: Da Soboth a Eibiswald.
- A16: Da Eibiswald a Schwanberger-Brendlhütte.
- A17: Da Schwanberger-Brendlhütte a Koralpenhaus.
- A18: Da Koralpenhaus a Pack.
- A19: Da Pack a Salzstiegelhaus.
- A20: Da Salzstiegelhaus a Gaberl.
- A21: Da Gaberl a Knittelfeld.
- A22: Da Knittelfeld a Ingering II.
- A23: Da Ingering II a Trieben.
- A24: Da Trieben a Admont.
- A25: Da Admont a Spital am Pyhrn.
- A26: Da Spital am Pyhrn a Zellerhütte.
- A27: Da Zellerhütte a Hinterstoder.
- A28: Da Hinterstoder a Prielschutzhaus.
- A29: Da Prielschutzhaus a Pühringer Hütte.
- A30: Da Pühringer Hütte a Loserhütte.
- A31: Da Loserhütte a Bad Goisern.
- A32: Da Bad Goisern a Gosau.
- A33: Da Gosau a Theodor-Körner Hütte.
- A34: Da Theodor-Körner Hütte a Lungötz.
- A35: Da Lungötz a Werfen.
- A36: Da Werfen a Arthur Haus.
- A37: Da Arthur Haus a Erichhütte.
- A38: Da Erichhütte a Maria Alm.
- A39: Da Maria Alm a Riemannhaus.
- A40: Da Riemannhaus a Kärlingerhaus.
- A41: Da Kärlingerhaus a Königssee.
- A42: Da Königssee a Engedey.
- A43: Da Engedey a Neue Traunsteiner Hütte.
- A44: Da Neue Traunsteiner Hütte a Unken.
- A45: Da Unken a Ruhpolding.
- A46: Da Ruhpolding a Marquartstein.
- A47: Da Marquartstein a Kampenwand Bergstation.
- A48: Da Kampenwand Bergstation a Priener Hütte.
- A49: Da Priener Hütte a Spitzsteinhaus.
- A50: Da Spitzsteinhaus a Oberaudorf.
- A51: Da Oberaudorf a Brünnsteinhaus.
- A52: Da Brünnsteinhaus a Rotwandhaus.
- A53: Da Rotwandhaus a Sutten.
- A54: Da Sutten a Kreuth.
- A55: Da Kreuth a Lenggries.
- A56: Da Lenggries a Tutzinger Hütte.
- A57: Da Tutzinger Hütte a Herzogstand.
- A58: Da Herzogstand a Weilheimer Hütte.
- A59: Da Weilheimer Hütte a Garmisch-Partenkirchen.
- A60: Da Garmisch-Partenkirchen a Linderhof.
- A61: Da Linderhof a Kenzenhütte.
- A62: Da Kenzenhütte a Füssen.
- A63: Da Füssen a Pfronten.
- A64: Da Pfronten a Tannheim.
- A65: Da Tannheim a Prinz-Luitpold-Haus.
- A66: Da Prinz-Luitpold-Haus a Oberstdorf.